# Рюккерсдорф (Баварія)
Рюккерсдорф (нім. Rückersdorf) — громада в Німеччині, розташована в землі Баварія. Підпорядковується адміністративному округу Середня Франконія. Входить до складу району Нюрнбергер-Ланд.
Площа — 3,57 км2. Населення становить 4832 ос. (станом на 31 грудня 2020).